# Moment centralny
Moment centralny rzędu {\displaystyle k} (gdzie {\displaystyle k=1,2,\dots }) zmiennej losowej {\displaystyle X} to wartość oczekiwana funkcji {\displaystyle [X-E(X)]^{k},} tzn.:
{\displaystyle \mu _{k}=E[X-E(X)]^{k}=\left\{{\begin{matrix}{\sum _{i}{[x_{i}-E(X)]^{k}p_{i}}}&{(1)}\\{\int \limits _{-\infty }^{\infty }{[x-E(X)]^{k}f(x)dx}}&{(2)}\end{matrix}}\right.}
gdzie:
{\displaystyle X} – zmienna losowa,
{\displaystyle E(X)} – wartość oczekiwana zmiennej losowej {\displaystyle X,}
{\displaystyle p} – funkcja prawdopodobieństwa,
{\displaystyle f} – funkcja gęstości.
Wzory (1) i (2) stosować należy odpowiednio dla zmiennej losowej o rozkładzie dyskretnym i ciągłym.
Dla {\displaystyle k=2} otrzymuje się wzór na wariancję, zatem jest ona drugim momentem centralnym {\displaystyle \mu _{2}.} Często korzysta się również z trzeciego momentu centralnego, którego wartość pozwala wnioskować o asymetrii rozkładu empirycznego. Czwarty moment centralny znajduje swe zastosowanie przy obliczaniu kurtozy.